# Sagum epinepheli
Sagum epinepheli is een eenoogkreeftjessoort uit de familie van de Lernanthropidae. De wetenschappelijke naam van de soort is voor het eerst geldig gepubliceerd in 1960 door Yamaguti & Yamasu.